# Distretto di Beýik Türkmenbaşy
Il distretto di Beýik Türkmenbaşy è un distretto del Turkmenistan situato nella provincia di Lebap. Ha per capoluogo la città di Saparmyrat.
| Controllo di autorità | VIAF (EN) 126989436 · LCCN (EN) no98127907 · J9U (EN, HE) 987007270830705171 |